# Baskisk pelota vid panamerikanska spelen
Baskisk pelota vid panamerikanska spelen har ingått i tre panamerikanska spel: 1995, 2003 och 2011. 1991 spelade man baskisk pelota som demonstrationssport, men ingick ej i spelprogrammet. Både damer och herrar deltar i olika varianter av sporten som har grenar (benämns som "specialitet") som skiljs åt beroende på vilka regler som tillämpas, varianter av racket samt storlek och utformning av spelplanen (trinquete eller frontón).
Inför panamerikanska spelen 2015 beslutades det att sporten ej längre skulle ingå i spelprogrammet.

## Historisk överblick över grenar
| Grenar / År             | 1995 | 2003 | 2011 | 2019 |
| ----------------------- | ---- | ---- | ---- | ---- |
| Cuero frontón           | X    | X    |      |      |
| Goma frontón            | X    | X    |      |      |
| Singel i mano frontón   | X    | X    |      |      |
| Dubbel i mano frontón   | X    | X    |      |      |
| Pala corta frontón      | X    |      |      |      |
| Cuero trinquete         | X    |      |      |      |
| Singel i mano trinquete | X    |      |      |      |
| Dubbel i mano trinquete | X    |      |      |      |

| Grenar / År                         | 1995 | 2003 | 2011 | 2019 |
| ----------------------------------- | ---- | ---- | ---- | ---- |
| Damsingel i frontenis               | X    | X    |      |      |
| Damdubbel i frontenis               |      |      | X    | X    |
| Damdubbel i goma frontón            |      |      |      | X    |
| Damsingel i peruansk frontón        |      |      |      | X    |
| Damsingel i goma trinquete          | X    |      | X    |      |
| Damdubbel i paleta goma trinquete   |      |      | X    |      |
| Herrsingel i frontenis              | X    | X    |      |      |
| Herrdubbel i frontenis              |      |      | X    | X    |
| Herrdubbel i cuero frontón          |      |      |      | X    |
| Herrsingel i goma frontón           |      |      |      | X    |
| Herrdubbel i paleta cuero frontón   |      |      | X    |      |
| Herrdubbel i paleta goma frontón    |      |      | X    |      |
| Herrsingel i mano frontón           |      |      | X    | X    |
| Herrdubbel i mano frontón           |      |      | X    |      |
| Herrsingel i peruviansk frontón     |      |      |      | X    |
| Herrsingel i goma trinquete         | X    |      |      |      |
| Herrdubbel i goma trinquete         |      |      |      | X    |
| Herrsingel i mano trinquete         |      |      | X    |      |
| Herrdubbel i paleta cuero trinquete |      |      | X    |      |
| Herrdubbel i paleta goma trinquete  |      |      | X    |      |

## Medaljsummering
| Pl.    | Nation    | Guld | Silver | Brons | Totalt |
| ------ | --------- | ---- | ------ | ----- | ------ |
| 1      | Mexiko    | 14   | 8      | 4     | 26     |
| 2      | Argentina | 10   | 3      | 6     | 19     |
| 3      | Kuba      | 3    | 8      | 11    | 22     |
| 4      | Uruguay   | 1    | 4      | 2     | 7      |
| 5      | Venezuela | 0    | 3      | 3     | 6      |
| 6      | USA       | 0    | 2      | 1     | 3      |
| 7      | Chile     | 0    | 0      | 1     | 1      |
| Totalt | Totalt    | 28   | 28     | 28    | 84     |